# 水原秋櫻子
水原秋櫻子（日语：水原 秋桜子，1892年10月9日—1981年7月17日），日本俳人、醫學博士，本名水原豐。

## 簡歷
出生於東京市神田區猿樂町（現東京都千代田區神田猿楽町）代代經營婦產科醫院的家庭。
1914年獨逸學協會學校（現在的獨協高等學校）、第一高等學校畢業後進入東京帝國大學醫學部。學生時代常請教澀柿派的緒方春桐俳句，之後師事於高濱虛子的秋櫻子更是勤於創作俳句。
1918年畢業於東京帝國大學醫學部，之後成為昭和醫專的教授，同時繼承家業的秋櫻子為非常多皇族接生。
秋櫻子也參與了1924年開始高濱虛子的杜鵑雜誌，昭和初期與山口誓子、阿波野青畝、高野素十並稱為杜鵑雜誌的“四S”。之後和支持高濱虛子客觀素描主張的高野素十對立，於《馬醉木》雜誌昭和六年10月號發表〈自然的真實與文學上的真實〉文章，表明了自身立場。
之後離開杜鵑雜誌，1934年成為俳句雜誌《馬醉木》的負責人。
雖然遭到杜鵑雜誌的孤立，不過也聚集了討厭杜鵑雜誌保守風氣的五十崎古鄉、徒弟石田波鄉等年輕俳人，後來加藤楸邨、山口誓子也加入，成為對抗杜鵑雜誌的一大勢力。
1962年就任俳人協會會長，1967年獲頒勳三等瑞寶章。
1981年7月17日因急性心衰竭去世，享年88歲。墓地位於東京都豐島區的都營染井靈園。

## 秋櫻子與棒球
- 秋櫻子在大學時代醫學部內的棒球比賽都擔任投手，而後來對立的學弟高野素十則負責當他的捕手。
- 晚年的秋櫻子非常喜歡職業棒球，留下非常多吟詠夜間比賽的俳句。

## 代表俳集
- 《葛飾》 （馬醉木發行所 1930年4月）
- 《霜林》 （目黑書店     1950年12月）
- 《残鐘》 （竹頭社       1952年12月）

等等